# Arie de Geus
Arie P. de Geus (Rotterdam, 1930 - Surrey, 8 november 2019) was een Nederlands directielid van Shell en ontwikkelaar van managementtheorieën over omgaan met onzekerheid en het voortbestaan van grote organisaties over langere tijd, door middel van het gezamenlijk nemen van directiebesluiten in de vorm van een leerproces. Hij was jarenlang het hoofd van Shell's Strategic Planning Group.

## Leven en werk
De Geus studeerde bedrijfseconomie aan de Nederlandse Economische Hogeschool. In 1951 ging hij bij Shell werken en bleef daar tot zijn pensioen in 1989. Gedurende zijn leiding aan de Strategic Planning Group boekten zij belangrijke vooruitgang in portfolio-analyse (de Directional Policy Matrix) en scenarioplanning. De Geus nam de leiding over van Pierre Wack. Zijn opvolgers waren onder andere Kees van der Heijden, Peter Schwartz, en Joseph Jaworksi.
Na zijn pensionering werd De Geus een Visiting Fellow van de London Business School en werkte bij MIT's Center for Organizational Learning, in 1997 afgescheiden van MIT als SOL, Society for Organizational Learning. Hij zag bedrijven als levende organismen, waarin de medewerkers in het bedrijf als de cellen in een organisme de eenheid vormden. 
Een bekende uitspraak van hem is: “Het vermogen om sneller te leren dan je concurrenten zou wel eens het enige duurzame concurrentievoordeel kunnen zijn.”

## Publicaties
- De levende onderneming, Scriptum, ISBN 9789055940837 (1997), vertaling van The Living Company

Artikelen, een selectie:
- "The Living Company", Harvard Business Review (1997); winnaar van de McKinsey Award
- "Companies: What Are They?", Lezing voor de Royal Society of Arts (1995)
- "Planning as Learning", Harvard Business Review (1988)

## Wetenswaardigheden
- Arie de Geus was getrouwd met Juri en had twee dochters
- De Geus werd in 1988 officier in de Orde van Oranje-Nassau
- De Geus was betrokken bij de Zuid-Afrika scenario's voor na de apartheid.